# Charles Taintenier
Charles Philippe Bonfils Taintenier (Bergen, 27 augustus 1770 - Brussel, 10 augustus 1839) was een Belgisch advocaat, magistraat en liberaal politicus.

## Biografie

### Familie
Charles Taintenier was een zoon van advocaat en schepen Jacques Taintenier en Marie-Madeleine de Cassaignard. Hij trouwde met Victoire Cattier (1780-1832). Langs zijn moeder stamde hij af van David Teniers. Zijn vader werd in 1764 in de adel opgenomen, maar deze status werd onder het Verenigd Koninkrijk der Nederlanden niet bevestigd.
Hij was de schoonvader van Renier Chalon, numismaat, archeoloog en bibliofiel.

### Loopbaan
Taintenier promoveerde tot licentiaat in de rechten (1796) en vestigde zich als advocaat achtereenvolgens in Aat (1796), Charleroi (1800) en Bergen (1804).
In 1800 werd hij secretaris van de onderprefectuur van Charleroi en pleitbezorger in het arrondissement Bergen. In 1808 trad hij toe tot de magistratuur:
- 1808-1827: plaatsvervangend rechter,
- 1827-1832: rechter in de rechtbank van eerste aanleg in Bergen,
- 1832-1839: raadsheer in het Hof van Cassatie.

In 1811 werd hij benoemd tot substituut-procureur des Konings in Bergen, maar hij weigerde het ambt op te nemen.
Onder het Verenigd Koninkrijk der Nederlanden was Taintenier lid van de Tweede Kamer der Staten-Generaal van 1824 tot 1826 en van 1829 tot 1830. Hij was ook voorzitter van de gemeenteraad van Aat in 1797 en gemeenteraadslid van Bergen van 1822 tot 1833. Op 5 november 1830 werd hij verkozen tot plaatsvervangend lid van het Nationaal Congres, maar werd niet opgeroepen om te zetelen.
Op 3 april 1832 werd hij liberaal volksvertegenwoordiger voor het arrondissement Bergen, maar vervulde dit mandaat slechts tot 4 oktober van datzelfde jaar.